# Gospodarstvo Ujedinjenih Arapskih Emirata
Gospodarstvo UAE-a predstavlja nacionalno gospodarstvo Ujedinjenih Arapskih Emirata. Riječ je o drugom najvećem gospodarstvu u arapskom svijetu (iza saudijskog) dok zemlja s BDP-om od 420 milijardi dolara tijekom 2014. spada u jednu od najbogatijih na svijetu. UAE ima ogromne zalihe sirove nafte, međutim Emirati su uspješno diverzificirali svoje gospodarstvo tako da 71% BDP-a čine nenaftni sektori. Zbog toga UAE manje ovisi o ugljikovodicima kao izvorima prihoda, ali izvoz nafte i zemnog plina i dalje ima važnu ulogu u tamošnjem gospodarstvu, posebice u Abu Dhabiju. Isto tako, sva električna energija se dobiva iz termoelektrana koje rade na domaćoj nafti i plinu.
Osim prirodnih resursa, Ujedinjeni Arapski Emirati imaju razvijenu i tekstilnu industriju, ribarstvo, ondje se vrši popravak komercijalnih brodova dok od usluga prednjače bankarstvo, turizam i poslovi reeksporta.
Ondje je došlo i do velikog građevinskog booma tako da na razini cijele zemlje trenutno postoje aktivni građevinski projekti čija zajednička vrijednost iznosi 350 milijardi USD.
U gospodarskom ali i političkom životu, vodeću ulogu imaju dva najveća grada i istoimena emirata - Abu Dhabi i Dubai. Dok se u prijestolnici Abu Dhabiju vadi i prerađuje nafta, u najvećem gradu Dubaiju se osim poslova vezanih uz naftu odvija i uslužni sektor djelatnosti.
Tijekom travnja 2007. godine Svjetski ekonomski forum (WEF) objavio je da je gospodarstvo Ujedinjenih Arapskih Emirata najkonkurentnije među zemljama arapskog svijeta. Studija je obuhvatila 13 arapskih zemalja i objavljena je na dvodnevnom sastanku arapskih poslovnih čelnika u Katru. Koautorica studije Margareta Drzeniek Hanouz to je konstatirala sljedećim riječima: "UAE je zauzeo prvo mjesto zahvaljujući razvijenoj infrastrukturi, posebno zračnim i pomorskim lukama. Važan su faktor konkurentnosti gospodarstva UAE efikasna javna potrošnja i propisi te efikasno tržište rada koje počiva na brojnoj uvezenoj radnoj snazi."

## Gospodarstvo

### Naftna industrija
Nafta je u Emiratima otkrivena 1958. godine na području emirata Abu Dhabija a prije njenog otkrića gospodarstvo se temeljilo na ribarstvu, skupljanju bisera i skromnoj poljoprivredi. Četiri godine nakon otkrića, započeo je njen izvoz. U Dubaiju je ona otkrivena 1966., u Sharjahu 1974. a u Ras al-Khaimi 1976. Pronalazak ugljikovodika promijenio je gospodarsku sliku zemlje koja je danas jedna od najbogatijih na svijetu. Vađenjem nafte bave se kompanije koje su u mješovitom vlasništvu Emirata i stranih tvrtki (SAD, UK, Japan, Francuska i dr.).
Glavna naftna polja u emiratu Abu Dhabi su Bu Hasa, Murban i Asab (na kopnu) te Umm Šaif, Donji Zakum, Umm al-Dalh i Satek (u Perzijskom zaljevu). Također, sve veće značenje ima i iskorištavanje zemnoga plina a njegove zalihe iznose 5.800 milijardi kubnih metara (4,1% svjetskih zaliha). Najveća i najznačajnija plinska polja također se nalaze na području emirata Abu Dhabija (Asab na kopnu te Bāb, Huff i Zakum na otvorenomu moru) te Dubaiju (plinsko polje Margam na kopnu). Tek se dio zemnoga plina izvozi i to u tekućem stanju dok se preostali dio upotrebljava za pogon termoelektrana i u postrojenjima za desalinizaciju vode a manji dio i u petrokemijskoj industriji.
Razvijena je petrokemijska industrija s rafinerijom nafte i postrojenjima za preradu plina (Abu Dhabi, Ar-Ruways, Umm an-Nār). Na teritoriju UAE sagrađeno je 2.950 km naftovoda i 2.580 km plinovoda.

### Ostala industrija
Diverzifikacija gospodarstva doprinijela je razvoju pojedinih grana industrije te spriječila ovisnost Emirata isključivo o nafti ali i plinu. Tako u Abu Dhabiju postoji tvornica stakla a u Ar-Ruwaysu tvornica dušičnih gnojiva. Na otoku Sa’diyatu (nedaleko od Abu Dhabija) je 1996. godine otvorena slobodna industrijska zona. Na području umjetne luke Gabal Ali smješteni su tvornica aluminija, cementara i petrokemijski kompleks. Ovdje se od 1980. nalazi i velika zona slobodne trgovine s više stotina stranih tvrtki.
Postoji i industrija građevinskih materijala te u manjoj mjeri tekstilna industrija.

### Turizam
Zemlja se turizmu okrenula tijekom 1970-ih kada se turistima prvi otvorio emirat Sharjah. Danas vodeću ulogu ima Dubai s više od dvjesto hotela. Posljednjih petnaestak godina, Dubai je postao izuzetno popularna turistička destinacija. Kombinacija zadivljujućih arhitektonskih struktura, šopinga i pješčanih plaža uz odsjedanje u luksuznim hotelima i večere u otmjenim restoranima, privlači veliki broj europskih turista. Turistička ponuda je usmjerena u prvom redu na viši i najviši kvalitetni razred gostiju tako da su izgrađena luksuzna ljetovališta na obali i u unutrašnjosti. Godišnje zemlju posjeti više od dva milijuna stranih turista.

### Reeksport
Dubai je veoma cijenjen kao jedno od najboljih logističkih mjesta na svijetu. Njegov zemljopisni i strateški položaj stvara svojevrsni most između istoka i zapada te je bitan element trgovačkih puteva između Azije, Afrike i Europe. Važnost Dubaija kao globalnog distribucijskog mjesta porasla je i nakon snažnog rasta indijskog i kineskog gospodarstva. Zbog niskih logističkih troškova i vrhunske infrastrukture dolazi do velikih inozemnih ulaganja.
Tako je ondje razvijena usluga reeksporta. Ona obuhvaća kupnju robe na jednom tržištu i prodaju na drugom kako bi se iskoristila razlika u cijenama robe izražena u stranoj valuti kao i posredovanje pri kupoprodaji robe između partnera koji se nalaze u različitim zemljama. Zbog toga Dubai postaje mjesto reeksporta odnosno treća strana gdje se obavlja posredovanje zbog povoljnog položaja u odnosu na zemlje kupca i prodavatelja.
Danas je Dubai treći najveći reeksportni hub na svijetu te prema riječima šeika Hashera Maktouma ondje dolazi 70% kineske robe široke potrošnje koja se kroz reeksport plasira na bliskoistočna, afrička i europska tržišta.

### Poljoprivreda
Poljoprivreda je iako ima tradiciju, skromno razvijena, a najveći razlog je nedostatak vode. Manje od 0,7% površine je obradivo i pod trajnim nasadima (42.000 ha) te se one umjetno natapaju. Najznačajniji je uzgoj povrća (rajčica, krastavci, patlidžan) i voća (mango), ponajprije za domaće potrebe. U oazama se uzgajaju datulje i alfalfe.
Razvijeno je i stočarstvo (uzgoj deva, koza i ovaca) kao i peradarstvo te mliječno govedarstvo. Pašnjaci zauzimaju tek oko 2,6% površine (200.000 ha). Tu je i ribarstvo koje je unatoč naftnom bogatstvu ostalo važna grana gospodarstva. Primjera radi, godišnji izlov ribe iznosi 118.000 tona, ponajprije tune i pastrve.

## Radna snaga
Više od 80% stanovništva Emirata čini uvozna radna snaga. Za osam godina očekuje se da će broj državljana Emirata pasti ispod 10% dok će ostatak populacije činiti stranci. Radnici iz Europe pripadaju rijetkom sloju visoko obrazovanih i dobro plaćenih radnika dok su velika većina mizerno plaćeni fizički radnici, najviše državljani Indije, Pakistana, Bangladeša i Filipina.
Zbog jakoga doseljavanja muške radne snage, Ujedinjeni Arapski Emirati imaju najveći nerazmjer stanovništva po spolu u svijetu. Tako prema podacima iz 2006. godine na stotinu žena dolazi čak 217 muškaraca.

## Vanjska trgovina
Glavni emiratski izvozni partneri su azijske zemlje kao što su Japan, Južna Koreja, Indija, Iran, Singapur i Tajland koji su 2012. godine zajedno činili preko 55% emiratskog izvoza. S druge strane, najviše se uvozi iz Indije, Kine i SAD-a čiji je zajednički uvoz tijekom 2012. činio 2/5 ukupnog uvoza.
Uspoređujući ukupni uvoz i izvoz, zemlja je 2013. ostvarila ekonomski suficit u iznosu od 119,3 milijardi dolara.

## Vanjske poveznice
- Ujedinjeni Arapski Emirati - Proleksis enciklopedija online
- Ujedinjeni Arapski Emirati - Enciklopedija.hr